# Adesmia cordobensis
Adesmia cordobensis är en ärtväxtart som beskrevs av Arturo Erhardo Erardo Burkart. Adesmia cordobensis ingår i släktet Adesmia och familjen ärtväxter. IUCN kategoriserar arten globalt som sårbar. Inga underarter finns listade i Catalogue of Life.